# .zm
.zm (Zambia) é o código de país do domínio de topo (ccTLD) usado na Internet pela Zâmbia.